# Братковський Данило Богданович

Власний герб родини Братковських

Дани́ло Братко́вський (нар. бл. 1642 — пом. 15 листопада 1702) — громадський діяч, поет, борець за православ'я, підчаший венденський, оборонець прав українського населення на шляхетських сеймиках Київщини та Волині. Святий ПЦУ.

## Життєпис
Братковський — учасник і організатор ряду народних повстань на Правобережній Україні і в Галичині. Михайло Старицький вивів Братковського головним героєм драми «Остання ніч».
З 1700 р. підтримував зв'язки з І.Мазепою, учасник антипольського повстання під проводом С.Палія.
У 1697 році видав у Кракові збірку віршів старопольською мовою «Світ, по частинах розглянутий» (пол. Świat przeorzany), які мали сатиричне спрямування («Диспут убогого з паном», «Банкет на сеймику», «Рівність» та ін.). У 2004 році в Луцьку вона вперше була перевидана з паралельним перекладом на українську.
Заарештований коло Заслава за участь та керівництво в повстанні Палія. 15 листопада 1702 страчений у Луцьку за вироком польського військового суду (був зарубаний катом на майдані Ринок).

## Вшанування

### Топоніміка

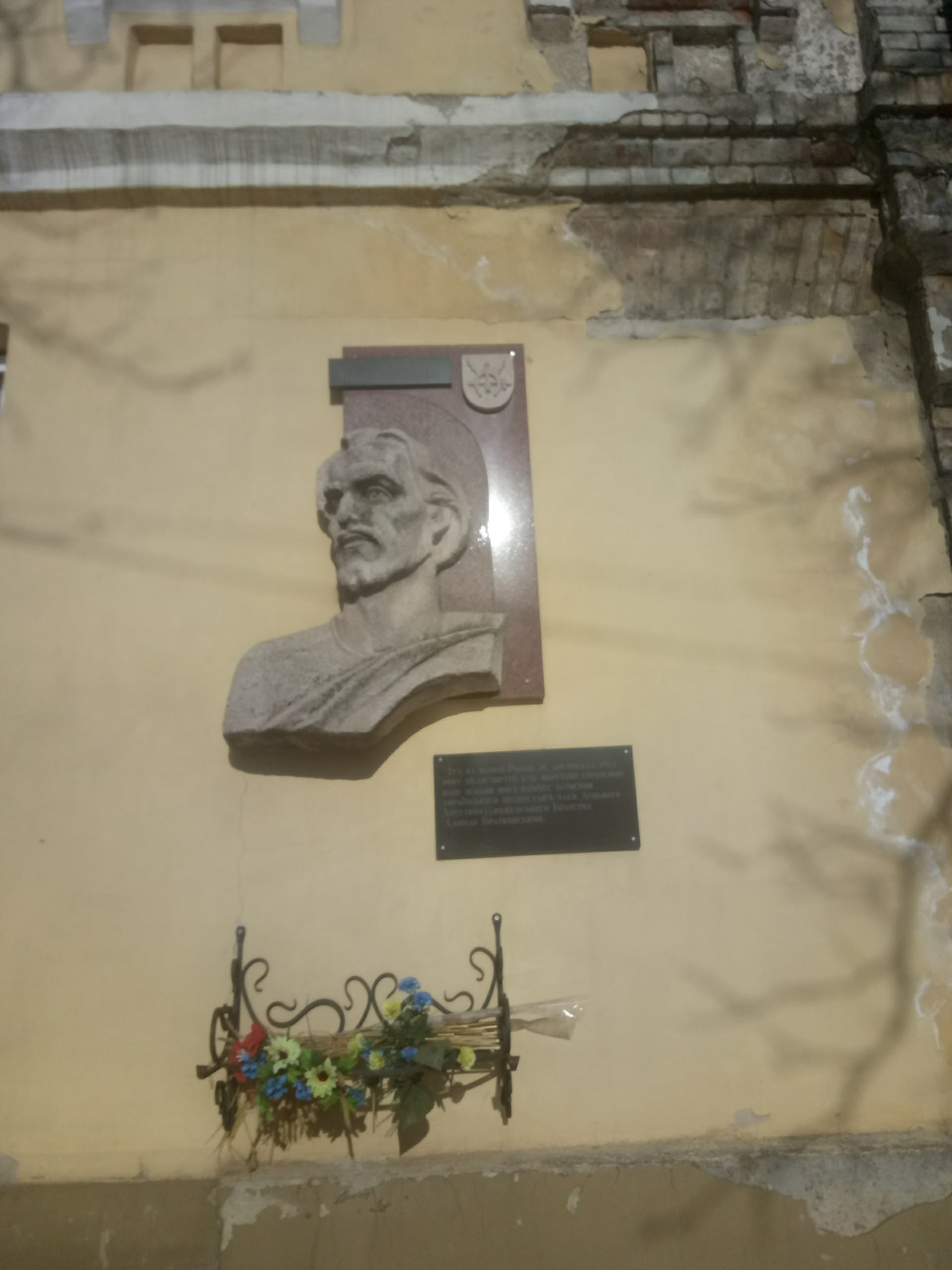
Пам'ятна дошка на місці страти святого Данила Братковського від поляків.

В місті Луцьк є Вулиця Данила Братковського.

### Канонізація
27 червня 2013 року з нагоди 1025-ліття Хрещення Київської Руси-України Помісний Собор Української Православної Церкви Київського Патріархату канонізував і причислив до місцевошанованих святих Волинського краю Данила Братковського у лику Страстотерпець.

### Дослідження життєпису та творчості
Ситуація почала змінюватися на краще 2004 року, коли зусиллями волинських краєзнавців та народних депутатів України в Луцьку перевидано збірку віршів Данила Братковського «Світ, по частинах розглянутий» [1]. До складу цього видання також включено короткі дослідження В. Антоновича, М. Максимовича, В. Липинського та В. Доманицького — це практично всі наукові розвідки, присвячені діяльності Братковського, що побачили світ у ХІХ — ХХ ст. Крім того, були опубліковані статті сучасних українських науковців О. Бірюліної, В. Пришляка, В. Шевчука та І. Ціборовської- Римарович. У них автори намагалися по-новому оцінити життєвий шлях та творчу спадщину цієї непересічної особистості, проте нових фактів про його життя і діяльність було виявлено небагато.